# Medaille voor de 100e Verjaardag van de Trans-Siberische Spoorweg
De Medaille voor de 100e Verjaardag van de Trans-Siberische Spoorweg (Russisch: юбилейная медаль «100 лет Транссибирской магистрали», jubilejnaja medal "100 let Transsibirskoj magistrali") werd op 27 juli 2001 ingesteld door de Russische Federatie. De in 1901 voltooide Trans-Siberische spoorlijn is de aorta van Rusland en verbindt binnen het reusachtige land, waarin geen bevaarbare rivieren zijn die het vervoer van goederen en personen oost naar west mogelijk maken, Europa via Siberië met het Russische Verre Oosten. 
De onderscheiding werd uitgereikt aan spoorwegpersoneel dat 20 jaar of langer onberispelijk had gewerkt en anderen die significant aan de ontwikkeling van de Trans-Siberische spoorweg hadden bijgedragen.
Op 7 september 2010 werd deze medaille in een Presidentieel Decreet van de lijst van onderscheidingen van de Russische Federatie geschrapt. Men mag de medaille nog wel dragen.

## De medaille
De ronde zilveren medaille heeft een diameter van 32 millimeter en draagt aan de voorkant een afbeelding van een locomotief onder het wapen van Siberië en de tekst 100 лет Транссибирской магистрали. Op de keerzijde staan een hamer en een moersleutel met de jaartallen 1901 en 2001.
De medaille wordt na de Medaille van Pushkin op de linkerborst gedragen aan een vijfhoekig gevouwen groen-zwart-zilveren lint. 
Op een dagelijks uniform mag men een baton in de kleuren van het lint dragen.